# أواك كريك (كولورادو)
أواك كريك (بالإنجليزية: Oak Creek, Colorado)‏ هي بلدة تقع في مقاطعة روت بولاية كولورادو في الولايات المتحدة. تبلغ مساحتها 0.7 (كم²)، وترتفع عن سطح البحر 2264 م، بلغ عدد سكانها 849 نسمة في عام 2000 حسب إحصاء مكتب تعداد الولايات المتحدة وتصل الكثافة السكانية فيها 1212.9 نسمة/كم2.

## وصلات خارجية
- The US50 - Cities and Towns in Colorado State
- Colorado Cities and Towns, Facts, Map, Flag, Colleges, Government, and More